# Теллурат бария
Теллурат бария — неорганическое соединение, 
соль металла бария и теллуровой кислоты с формулой BaTeO4,
белые кристаллы,
слабо растворяется в воде,
образует кристаллогидраты.

## Получение
- Обменная реакция растворимого теллурата и хлорида бария:

{\displaystyle {\mathsf {BaCl_{2}+(NH_{4})_{2}TeO_{4}\ {\xrightarrow {}}\ BaTeO_{4}\cdot 3H_{2}O\downarrow +2NH_{4}Cl}}}

## Физические свойства
Теллурат бария образует белые кристаллы.
Образует кристаллогидраты состава BaTeO4•n H2O, где n = 3 и 4.
Слабо растворяется в воде.

## Химические свойства
- Кристаллогидрат разрушается при нагревании:

{\displaystyle {\mathsf {BaTeO_{4}\cdot 3H_{2}O\ {\xrightarrow {200^{o}C}}\ BaTeO_{4}+3H_{2}O}}}
- Реагирует с сильными кислотами:

{\displaystyle {\mathsf {BaTeO_{4}+2HCl\ {\xrightarrow {}}\ H_{2}TeO_{4}+BaCl_{2}}}}